# يزيد بن الأخنس السلمي
الصحابي يَزِيدُ بن الأَخْنَس بن حَبِيب بن جُرَّة بن زعب بن مالك بن خُفَاف بن امرئ القيس بن بهثة بن سُلَيم بن منصور السُّلَمي وقيل: الجرمي وكنيته أبو معن نسبة إلى ابنه معن، فرّق الْبَغَوِي،ُّ وابْنُ شَاهِين، بين يزيد والد معن وبين يزيد بن الأخنس.

## إسلامه
أخرج الطَّبَرَانِيُّ، عن يزيد بن الأخنس أنه لما أسلم أسلَمَ معه جميعُ أهله إلا امرأةً واحدة، فأنزل الله تعالى على رسوله: {وَلَا تُمْسِكُوا بِعِصَمِ الْكَوَافِرِ}.

### بيعته للنبي
بايع النبي ﷺ هو وأبيه وابنه، وصحب الثلاثة النبي ﷺ ،فقد وروى البُخَارِيُّ من طريق أبي الجويرية عن معْن بن يزيد، قال: 
| يزيد بن الأخنس السلمي | بايعتُ النبي ﷺ أنا وأبي وجدي | يزيد بن الأخنس السلمي |

### غزوة بدر
روى البغوي في ترجمة مَعْن أن معن بن يزيد بن الأخنس السلمي شهد هو وأبوه وجدّه بدْرًا. قال: 
| يزيد بن الأخنس السلمي | ولا نعلم أحدًا شهد هو وابنه وابن ابنه مسلمين إلا الأخنس. | يزيد بن الأخنس السلمي |

### فتح مكة
عقد رسول الله ﷺ ليزيد بن الأخنس يومَ فتح مكة لواءً من الألوية الأربعة التي عقدها لبني سليم ثم سكن الكوفة بعد ذلك هو وولده وشهد معن بن يزيد يوم المَرْج مرج راهط.

### عهد عمر
كتب عُمر بن الخطاب إلى أُمَراء الآفاق أَن يبعثوا إليه من كل عَمَلٍ رجلًا مِنْ صالحيها؛ فبعثوا إليه أربعةً من البصرة والكوفة والشام ومصر، فاتفق أنَّ الأربعةَ من بني سليم؛ وهم الحجاج بن عِلَاط، وزيد بن الأخنس، ومجاشع بن مسعود، وأبو الأعور

## روايته للحديث
روى عنه كثير بن مُرّة، وسليم بن عامر ،وروى عنه ابنه معن.
- عن يزيد بن الأَخنس أَن رسول الله ﷺ قال: | يزيد بن الأخنس السلمي | لا تنافسَ بينَكم إلَّا في اثنتينِ رجلٌ أعطاهُ اللَّهُ قرآنًا فهوَ يقومُ بِهِ آناءَ اللَّيلِ والنَّهارِ ويتَّبعُ ما فيِهِ فيقولُ رجلٌ لو أنَّ اللَّهَ أعطاني ما أعطى فلانًا فأقومُ بِهِ كما يقومُ بِهِ ورجلٌ أعطاهُ اللَّهُ مالًا فهوَ ينفقُ ويتصدَّقُ فيقولُ رجلٌ مثلَ تلك | يزيد بن الأخنس السلمي |

### ذكره في الحديث
- له ذكر في حديث أبي أمامة أنّ رسول الله ﷺ قال:| يزيد بن الأخنس السلمي | إِنَّ اللهَ وَعَدَنِي أَنْ يُدْخِلَ الْجَنَّة مِنْ أُمَّتِي سَبْعِينَ أَلْفًا بِغَيْرِ حِسَابٍ". فقال يزيد بن الأخنس: والله ما أولئك يا رسول الله في أمتك إلا كالذباب الأصهب في الذباب وفي لفظ: كالذباب الأزرق | يزيد بن الأخنس السلمي |
- عن معْن بن يزيد، قال: | يزيد بن الأخنس السلمي | بايعتُ رسولَ اللهِ ﷺ أنا وأبي وجَدِّي ، وخطبَ عليَّ فأنْكَحَنِي ، وخاصمتُ إليهِ : كان أبي يزيدُ أَخْرَجَ دنانيرَ يتصدَّقُ بها ، فوضعها عندَ رجلٍ في المسجدِ ، فجئتُ فأخذتُهَا ، فأتيتُهُ بها ، فقال : واللهِ ما إيَّاكَ أردتُ ، فخاصمتُهُ إلى رسولِ اللهِ ﷺ ، فقال : لكَ ما نويْتَ يا يزيدُ ، ولكَ ما أخذتَ يا مَعْنُ. | يزيد بن الأخنس السلمي |